# 弗雷斯内达德库埃利亚尔
弗雷斯内达德库埃利亚尔，是西班牙卡斯蒂利亚-莱昂塞戈维亚省的一个市镇。 总面积12平方公里，总人口237人（2001年），人口密度20人/平方公里。